# سیرجوگ پراتاپور
سیرجوگ پراتاپور (به لاتین: Sirjug Pratappur) یک روستا در بنگلادش است که در استان باریسال و در ناحیه پیروج‌پور واقع شده است.